# Echinopsis lageniformis
Az Echinopsis lageniformis egy gyorsan növő, oszlopos felépítésű kaktuszféle, amely Bolívia sivatagaiban él. Bolívia őshonos növényei közül e kaktuszfajt gyakran achumának, vagy wachumának hívják, holott ezen elnevezések az Echinopsis pachanoira, (San Pedro kaktusz) is elfogadottak, amely kaktuszfaj egyébiránt pszichedelikus hatásairól is ismert.

## Jellemzése
A növény törzse világoszöld színű és 4, vagy hat bordára tagolódik felszíne. A növény, akár 2-5 méter magasra is megnőhet, miközben törzse 15-20 centiméteres átmérőjűvé fejlődik. Tüskéinek színe a mézszínűtől a barnáig váltakozik. Az areolából kinövő tüskék egy, vagy négy darabot számlálnak és 6-7 centiméter hosszúságúra nőnek. A tüskék a kifejlett egyedeken 2,5-3 centiméterenként helyezkednek el a növény bordázatának élén. Akárcsak a többi hozzá hasonlatos fajt, régebben hosszú időn keresztül sámáni szertartásokhoz használták fel szerte természetes élőhelyén. E faj egyedeinek kémiai elemzése során felfedezték, hogy e kaktuszfajnak pszichedelikus hatású anyagok találhatóak a szöveteiben, akárcsak más Trichocereus fajoknál, bár ez nem feltétlenül igaz minden egyes fajra a nemzetségen belül. Természetes élőhelyén, La Paz vidékén kívül alig ismerik.
A kaktuszgyűjtők képesek igen sok pénzt áldozni arra, hogy egy-egy elfajzott példányát megszerezzék e fajnak.

## Vegyi anyagok a kaktuszban
A növény számos pszichoaktív alkaloidát tartalmaz, részben például a rengeteget tanulmányozott meszkalint is, amelyből többet tartalmaz, mint a San Pedro kaktusz.

## Termesztése
Az Echinopsis lageniformis egyes elfajzott egyedeit pénisz kaktusznak is szokták hívni, mivel ezek a hengeres törzsű példányok nem tüskések, ezért kinézetre hasonlatosak a férfi nemiszervhez. A hagyományosan oszlopos növekedésű egyedekkel szemben ezen kaktuszok bokrosan elágazó felépítést vesznek fel az idők során. 
E faj megnevezése német nyelven kifejezőbb, mivel ott Frauenglück néven vált ismertté, amely a "nők gyönyöre" fordítással bír.

## Fordítás
Ez a szócikk részben vagy egészben  az   Echinopsis lageniformis című angol Wikipédia-szócikk ezen változatának fordításán alapul.  Az eredeti cikk szerkesztőit annak laptörténete sorolja fel. Ez a jelzés csupán a megfogalmazás eredetét és a szerzői jogokat jelzi, nem szolgál a cikkben szereplő információk forrásmegjelöléseként.